# دارالعلوم حقانی
دارالعلوم حقانیه (اردو: دارالعلوم حقانیه) نام حوزه علمیه اسلامی واقع در شهر اکوره ختک ایالت خیبر پختونخوا پاکستان است. این مدرسه اسلامی مبلغ عقاید جنبش دیوبندی از شاخه‌های مذهب سنی است و در راستای اهداف و افکار دارالعلوم دیوبند تأسیس شد. با توجه به محتوا و روش آموزش در این حوزه و هم‌چنین سوابق طلاب آن، به این مدرسه لقب دانشگاه جهاد داده‌اند. دارالعلوم حقانیه را مولانا عبدالحق در ۲۳ سپتامبر سال ۱۹۴۷ تأسیس کرد.

شهرت این مدرسه مذهبی بیشتر به خاطر پرورش و آموزش اعضای ارشد طالبان است. از جمله این افراد می‌توان به محمد عمر، جلال‌الدین حقانی و اختر محمد منصور اشاره کرد. در جریان ترور بی‌نظیر بوتو پلیس پاکستان مدعی شد که ترور در دارالعلوم حقانیه و به دست طلاب آن طرح‌ریزی شده‌است.